# Heliconius guiensis
Heliconius guiensis är en fjärilsart som beskrevs av Riffarth 1900. Heliconius guiensis ingår i släktet Heliconius och familjen praktfjärilar. Inga underarter finns listade i Catalogue of Life.